# 에낭 파리아 다 시우베이라
에낭 파리아 다 시우베이라(포르투갈어: Henan Faria da Silveira, 1987년 4월 3일 ~ )는 브라질의 축구 선수로, 2012년 전남 드래곤즈, 2013년 후반기 강원 FC에서 활약하였으며 현재 피게이렌시 FC에서 활약하고 있다. K리그 등록명은 헤난이다.